# Фрозолоне
Фрозоло̀не (на италиански: Frosolone, на местен диалект Frescëlonë, Фрешълонъ) е малко градче и община в Централна Италия, провинция Изерния, регион Молизе. Разположено е на 894 m надморска височина. Населението на общината е 3248 души (към 2010 г.).